# 松涛镇
松涛镇，是中华人民共和国四川省资阳市雁江区下辖的一个乡镇级行政单位。2019年12月，将雁江镇响水村和迎接镇青龙村、龙凼村所属行政区域划归松涛镇管辖。

## 行政区划
松涛镇下辖以下地区：
插花社区、书台山社区、宰山嘴社区、侯家坪社区居民社区、红岩子社区、八楞社区、桐子村、杜家桥村、柏树村、同合村、盐井村、团宝村、金滩村、长寿村、歇马村、骝马村、五显村、高岩村和马兵村。

## 交通
成渝高速公路、成渝铁路、成渝公路和沱江过境。